# Bellanca 28-92
El Bellanca 28-92 Trimotor fue un avión monoplaza de largo alcance diseñado por Giuseppe Mario Bellanca y construido con el propósito de realizar un vuelo de larga distancia desde Nueva York a Bucarest. Pagado por suscripción popular en Rumanía fue nombrado Alba Iulia (matrícula YR-AHA), iba a ser pilotado por el capitán Alexandru Papană de la Fuerza Aérea Rumana; más tarde participó en competiciones aéreas.

## Historia, diseño y desarrollo
El capitán Alexandru Papană, piloto de la Fuerza Aérea Rumana planeó un vuelo de larga distancia desde Nueva York a Bucarest. Con el fin de obtener los fondos necesarios se realizó una campaña de recogida a gran escala llevada a cabo en Rumanía . El rey Carol II y su gobierno apoyaron el proyecto con fines propagandísticos. El avión destinado a tal efecto fue encargado en 1937 a la firma Bellanca. Se nombró al avión Alba Iulia 1918 para conmemorar la asamblea de delegados étnicos rumanos que logró en la llamada Gran Unión Rumana la unión de Transilvania con Rumanía en Alba Iulia , Transilvania en 1918. La aeronave llevaba el registro rumano YR-AHA.
El avión era un monoplano de ala baja cantilever con un fuselaje similar a los Bellanca 28-70 y 28-90, pero equipado con tres motores, uno en la proa, y uno en cada una de las dos góndolas subalares. Las góndolas también albergaban las unidades principales del tren de aterrizaje cuando se retraían.
El fuselaje era de construcción de tubos de acero y estaba revestido de láminas de aluminio hasta detrás de la cabina, estando la parte trasera recubierta de tela. Las alas y cola estaban recubiertas de contrachapado, y las superficies de control, de tela. El tren de aterrizaje principal se retraía parcialmente en la parte trasera de las góndolas motoras de las alas, la rueda de cola era fija.
Instalado en cada ala del avión había un motor Menasco C6S4 Super Buccaneer de 250 hp (186 kW). El C6S4 era un motor de seis cilindros en línea, invertido, refrigerado por aire y de transmisión directa. Estaba sobrealimentado y era de 8,9 l. Cada motor propulsaba una hélice bipala de paso ajustable de 1,98 m de diámetro.
En el morro del 28-92 estaba instalado un motor Ranger SGV-770 de 420 hp (313 kW). El SGV-770 era un motor V-12 invertido y refrigerado por aire. Estaba sobrealimentado, era de 12,7 l, y tenía una caja reductora para la hélice bipala de paso ajustable de 2,51 m de diámetro.
Todos los motores del trimotor se arrancaban a manivela. El 28-92 tenía un capacidad de combustible de alrededor de 2.707 l. El avión tenía una envergadura de 14,1 m, una longitud de 8,6 m y un peso vacío de 2.132 kg. El 28-92 tenía una velocidad máxima de 459 km/h y un alcance de 4.828 km a 402 km/h, o 6.695 km a 322 km/h. La velocidad de aterrizaje era de 121 km/h.

## Historia operacional
Tras presentarse algunos problemas técnicos durante su primer vuelo, el capitán Panana se niega a pilotarlo, desaparece de escena y el gobierno rumano también se niega a pagar el importe que se debía, por lo que el avión permanece en poder de Bellanca. 
En 1938, Bellanca registró el avión en los Estados Unidos como NX2433 y lo inscribió en la carrera Trofeo Bendix. Frank Cordova fue el piloto de la carrera, y el trimotor voló con el número 99; desafortunadamente, debido a problemas en el motor de proa, la aeronave no pudo terminar la competición. El 28-92 fue nuevamente inscrito en la edición del Trofeo Bendix de 1939, esta vez pilotado por Art Bussy. Compitiendo con el número 39, el avión terminó en segundo lugar en el tramo de Los Ángeles a Cleveland con un promedio de 393,462 km/h. Prosiguiendo hacia Nueva York, Bussy y el trimotor nuevamente terminaron en segundo lugar, con un promedio de 373.290 km/h) para la distancia total desde Los Ángeles a Nueva York.
Tras ser vendido a la Fuerza Aérea Ecuatoriana en 1941, sirvió en ella hasta 1945; el 28-92 acabó sus días abandonado en un pequeño campo de Ecuador.

## Especificaciones
Referencia datos: Jane's Encyclopedia of Aviation, Aerofiles

### Características generales
- Longitud: 8,43 m
- Envergadura: 14,13 m
- Altura: 2,45 m
- Superficie alar: 26,00 m²
- Peso vacío: 2.132 kg
- Peso cargado: 4.496 kg
- Peso máximo al despegue: 4.620 kg
- Planta motriz: 1× motor lineal V-12 invertido refrigerado por aire sobrealimentado Ranger SGV-770 (proa)
 2x motor lineal seis cilindros invertido refrigerado por aire con sobrealimentador Menasco C6S4 Super Buccaneer (alas) .
  - Potencia: 420 hp (313 kW) (Ranger) 250 hp (186 kW) (Menasco)
- Hélices: bipala de paso variable
- Diámetro de la hélice: 1,98 (Menasco) / 2,50 (Ranger)

### Rendimiento
- Velocidad nunca excedida (Vne): 459 km/h
- Velocidad crucero (Vc): 362 km/h
- Alcance en ferry: 4.828 km (a 402 km/h) 6.695 km (a 322 km/h)

## Aviones de cometido, configuración y época comparables
- Pander S.IV Postjager
- de Havilland DH.88 Comet

- Datos: Q4883466
- Multimedia: Bellanca 28-92 / Q4883466